# Кожарский, Вячеслав Петрович
Вячеслав Петрович Кожарский (6 [19] декабря 1913, Москва — 1996, Москва) — советский борец классического стиля, чемпион и призёр чемпионатов СССР, призёр чемпионата Европы, Заслуженный мастер спорта СССР (1951), Заслуженный тренер СССР (1957).

## Биография
Оставил большой спорт в 1951 году.
Судья всесоюзной категории (1955), почётный судья всесоюзной категории (1978), судья международной категории (1960).
Старший тренер сборной СССР. Председатель Федерации греко-римской борьбы. Соавтор книги «Техника классической борьбы».
Похоронен на Востряковском кладбище.

## Спортивные результаты
- Чемпионат СССР по классической борьбе 1940 года — ;
- Чемпионат СССР по классической борьбе 1945 года — ;
- Чемпионат СССР по классической борьбе 1947 года — ;
- Чемпионат СССР по классической борьбе 1949 года — ;
- Чемпионат СССР по классической борьбе 1950 года — ;
- Чемпионат СССР по классической борьбе 1951 года — ;

## Известные воспитанники
- Ивлев, Владислав Григорьевич (1939) — чемпион и призёр чемпионатов СССР и Европы, мастер спорта СССР международного класса.
- Сапунов, Геннадий Андреевич (1938) — чемпион и призёр чемпионатов СССР, чемпион Европы и мира, Заслуженный мастер спорта СССР, Заслуженный тренер СССР.

## Награды
- Орден «Знак Почёта» (27.04.1957) — «за успехи, достигнутые в деле развития массового физкультурного движения в стране, повышения мастерства советских спортсменов, и успешное выступление на международных соревнованиях»